# Lapankuri
Lapankuri – wieś w Gruzji, w regionie Kachetia, w gminie Telawi. W 2014 roku liczyła 620 mieszkańców.